# Lettere credenziali

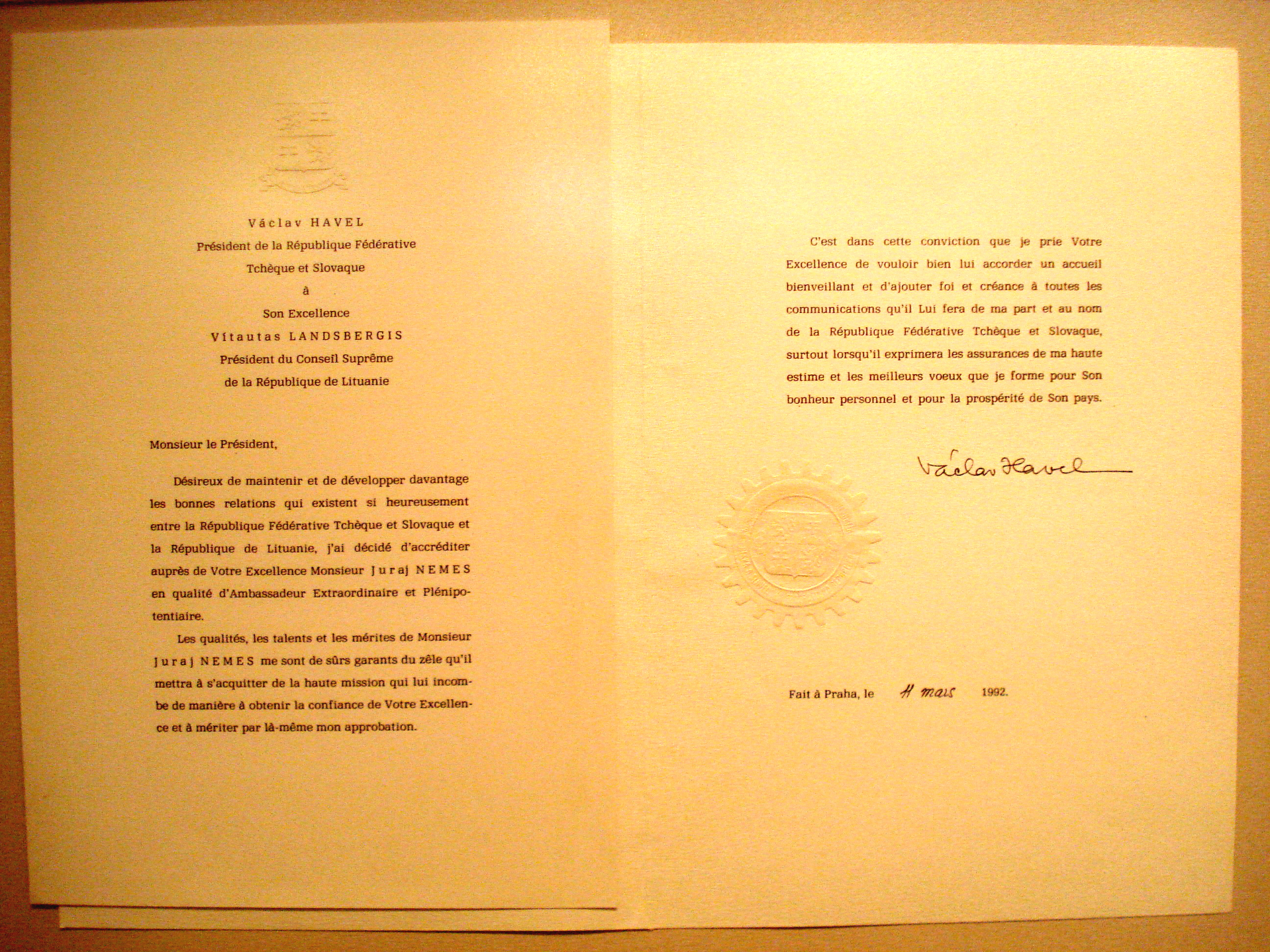
Lettera credenziale per l'ambasciatore di Cecoslovacchia in Lituania firmata dal presidente Václav Havel (1992)

Le lettere credenziali sono il documento ufficiale attraverso il quale un capo di stato accredita un proprio agente diplomatico (ambasciatore o console generale) presso il capo di uno stato straniero; quest'ultimo, infatti, era consuetudinariamente ritenuto detentore di uno “ius repraesentationis omnimodae” (diritto di rappresentazione in ogni modo, o di ogni genere, in qualsiasi circostanza) che gli attribuiva il potere – in quanto rappresentante dell'intero ordinamento statale – di accogliere gli agenti diplomatici degli altri Stati.
La Convenzione di Vienna sulle relazioni diplomatiche del 1961 stabilisce a tal proposito che il capo di una missione diplomatica assume le funzioni nello stato accreditatario al momento della presentazione delle lettere credenziali al capo di questo stato. L'ordine di presentazione delle stesse determina poi l'ordine delle precedenze fra i vari ambasciatori (art. 16).

## Italia
In Italia, ai sensi dell'art. 87 della Costituzione, è il presidente della Repubblica ad avere la facoltà di accreditare gli ambasciatori stranieri – attraverso la pratica del gradimento – e quindi di ricevere anche le loro lettere credenziali; egli ha inoltre la facoltà di firmare le lettere credenziali degli ambasciatori italiani, con le quali essi vengono accreditati presso i governi stranieri.
In particolare, dopo la designazione di un ambasciatore da parte del Ministero degli esteri e l'ottenimento del relativo gradimento da parte del governo del paese di destinazione, l'ambasciata in loco richiede al cerimoniale diplomatico della Repubblica Italiana di stilare le lettere credenziali da presentare al capo dello stato.
La cerimonia di presentazione delle credenziali al presidente della Repubblica Italiana è relativamente sobria – non è infatti richiesto l'uso di particolari abiti o uniformi – anche se solenne, e si svolge al Palazzo del Quirinale. Gli ambasciatori interessati vengono prelevati dalle rispettive Ambasciate dal personale del cerimoniale diplomatico ed accompagnati al Quirinale; qui ogni ambasciatore, dopo gli onori militari nel Cortile d'onore, viene introdotto separatamente al capo dello stato nella Sala degli Arazzi di Lilla dove avviene la presentazione delle credenziali e delle lettere di richiamo del predecessore. Successivamente il presidente della Repubblica invita l'ambasciatore a colloquio nello Studio alla Vetrata alla presenza del seguito. Dopo il congedo ogni ambasciatore viene nuovamente accompagnato dal personale del cerimoniale diplomatico nel cortile d'onore ed infine alla propria rappresentanza diplomatica.